# Xokleng
Xokleng (pronunciado [ʃoˈklɛ̃ŋ]) es el nombre de una tribu del sur de Brasil que habitan en el estado de Santa Catarina, en las Tierras Indígenas Ibirama-La Klaño, Posto Velho y Rio dos Pardos. se autodenominan laklanõ. Son llamados también botocudos. Su lengua es el xoclengue, que pertenece a la macrofamilia macro-yê.

## Historia
Antes de la colonización de su territorio, los xokleng viván de la caza, la pesca y de la recolección del piñón de la araucaria. Conformaban grupos móviles de 50 a 300 personas. Pasaban el invierno en el planalto, alimentándose del piñón recolectado. En el verano bajaban a los valles y conformaban aldeas con chozas en semicírculo, alrededor de una plaça central donde realizaban rituales de iniciación, bodas y diferentes ritos, ceremonias y fiestas.
Eran tres grandes segmentos. Los angying habitaban la Serra do Tabuleiro. Los ngrokòthi-tõ-prèy estaban próximos al actual municipio de Porto União, pero en 1914, los que rechazaron las condiciones impuestas por los colonos europeos y el gobierno, fueron ejecutados en una enorme masacre por los "bugreiros". Los laklanõ resistieron en el Valle del Itajaí. En el proceso de “pacificación”,el gobierno redujo su territorio ocupado de 40 mil a 15 mil hectáreas. En la década del 70 la construcción de la Represa del Norte causó la pérdida de otras mil hectáreas.
En 2003 fue demarcada por el gobierno la Tierra Indígena Ibirama-La Klaño, com 37 mil hectares, à margem do rio Itajaí do Norte, em Santa Catarina, donde había más 2.000 indígenas  xokleng, guarani y kaingang. Empresas madereras y hacendados han demandado esta demarcación. Son polígamos y políandras.